# Alexander van Millingen
Alexander van Millingen (Constantinopla, 1840 - Constantinopla, 15 de septiembre de 1915) fue un académico en el campo de la arquitectura bizantina y profesor en el Robert College de Estambul entre 1879 y 1915.

## Biografía
Nació en Constantinopla (actualmente Estambul) en 1840. Su padre era un médico escocés de extracción neerlandesa que debió llegar a Turquía a principios del siglo XIX. Trabajó como médico en el Palacio Imperial. Su hijo Alexander van Millingen fue profesor de historia en el Robert College de Estambul. Además de su labor como docente, destacó por sus trabajos en arqueología sobre la Constantinopla bizantina. Gracias a su dominio de distintas lenguas, entre las que se incluían el latín y el griego clásico, pudo recoger de primera mano los datos de las inscripciones en los monumentos bizantinos y realizar mediciones que reflejó en planos muy precisos de estos. Publicó su trabajo en varios libros que siguen siendo de referencia en la materia. Murió en Constantinopla el 15 de septiembre de 1915.

## Obras destacadas
- Byzantine Constantinople: the walls of the city and adjoining historical sites, London: J. Murray, 1899.
- Byzantine churches in Constantinople : their history and architecture, London : Macmillan, 1912.